# Хьюз, Ким
Ким Гален Хьюз (англ. Kim Galen Hughes; родился 4 июня 1952 года во Фрипорте, Иллинойс, США) — американский профессиональный баскетболист и тренер, выступал в Американской баскетбольной ассоциации, отыгравший всего один из девяти сезонов её существования, плюс пять сезонов в Национальной баскетбольной ассоциации. Чемпион АБА в сезоне 1975/1976 годов в составе команды «Нью-Йорк Нетс».

## Ранние годы
Ким Хьюз родился 4 июня 1952 года в городе Фрипорт (штат Иллинойс), где он учился в одноимённой средней школе, в которой играл за местную баскетбольную команду.